# 19 de agosto nos Jogos Olímpicos de Verão de 2016
19 de agosto de 2016 nos Jogos Olímpicos de Verão de 2016 será o décimo sétimo dia de competições.

## Esportes
| - Atletismo - Badminton - Basquetebol - Boxe - Canoagem - Ciclismo - Futebol | - Ginástica - Golfe - Handebol - Hipismo - Hóquei sobre a grama - Lutas | - Nado sincronizado - Pentatlo moderno - Polo aquático - Saltos ornamentais - Taekwondo - Voleibol de praia |